# Kulturföreningen Ormen

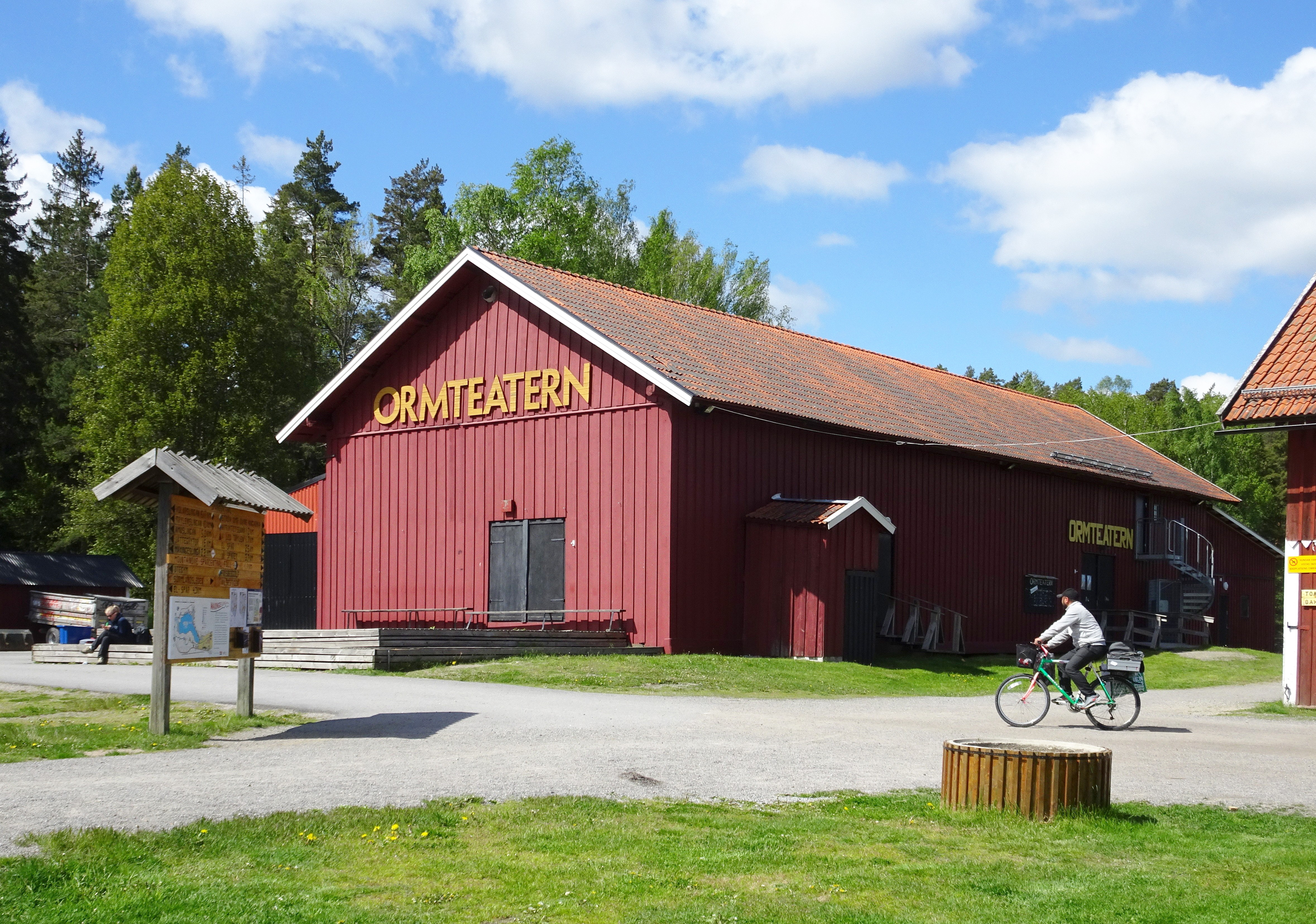
Ormteaterns teaterlada, 2021.

Kulturföreningen Ormen, eller Ormteatern, är en lokal teater i kommundelen Handen i Haninge kommun, Stockholms län.

## Historik
Föreningen har funnits i Haninge sedan 1979 med en bred verksamhet som inbegriper amatörteater, barnteater och drama- och teatergrupper för barn, de senare numera som en del av Haninge kommuns kulturskola. Föreningen har runt 200 medlemmar. Verksamheten började 1979 med gatuteater (inför kärnkraftsomröstningen), och därefter har man satt upp över 90 produktioner, varav många föreställningar för barn. Sedan 1987 håller föreningen till i den så kallade Teaterladan vid Rudans gård, cirka 500 meter från pendeltågsstationen i Handen.